# ジェラスキン
ジェラスキン (GelaSkins) とは、Appleの携帯型デジタル音楽プレイヤー製品iPod、携帯電話iPhoneを初めとする携帯型電子機器を日常の傷などから保護する目的でこれに貼られる、フィルム型シールである。その他にも携帯型ゲーム機、株式会社ソニー・コンピュータエンタテインメントのPSP、ニンテンドーのDS Lite等にも対応。各種iPod向けにさまざまなデザインのものがあり、絵画を基にしたものもある。製造元は Gelaskins Inc.（カナダ・オンタリオ州）で、日本では株式会社F.K.Solutions（エフケーソリューションズ）が総代理店として販売している。
製品の説明に『3M（スリーエム）社の厚さ0.1mmの高品質シールに、特殊技術を使ってデザインをプリント。』となっているが、住友3Mでは、2010年10月現在、国内取り扱いはしていない。日本の場合、株式会社F.K.Solutions（エフケーソリューションズ）が問い合わせ窓口である。